# Янковская, Марта
Марта Янковская (пол. Marta Jankowska), или Марта Анна Янковская (пол. Marta Anna Jankowska), в девичестве Марта Анна Кальмус (пол. Marta Anna Kalmus; род. 1969, Люблин, Польская Народная Республика) — польская актриса театра и кино; супруга актёра Петра Янковского.

## Биография
Марта Янковская родилась в Люблине в 1969 году. В школе играла в любительском театре. По окончании школы посещала лекции по психологии в Католическом университете в Люблине. В 1992 году окончила Государственную Высшую театральную школу им. Людвига Сольского в Кракове. Ещё студенткой дебютировала на театральной сцене в роли Софи в пьесе «Свадьба» режиссёра Анджея Вайды. По окончании театральной школы некоторое время служила в Старом театре в Кракове. С 1996 года актриса служит в театре «Выбжеже» в Гданьске. Она является основательницей и хозяйкой Краковского салона поэзии в этом городе. В настоящее время актриса занята в театре и снимается в телевизионном сериале «Совместно», который транслируется на канале TVN.

## Фильмография
| Год  | Фильм                                                           | Режиссёр                          | Персонаж                |
| ---- | --------------------------------------------------------------- | --------------------------------- | ----------------------- |
| 1991 | «Над рекой, которой нет» пол. Nad rzeką, której nie ma          | Анджей Бараньский                 | Моника                  |
| 1994 | «Серебряная мечта Саломеи» пол. Sen srebrny Salomei             | Кшиштоф Назар                     | Саломея                 |
| 1995 | «Седьмая комната» пол. Siódmy pokój                             | Марта Месарощ                     | монахиня                |
| 1996 | «Где ты, святой Николай?» пол. Gdzie jesteś, święty Mikołaju?   | Игорь Молодецкий                  | клерк                   |
| 2006 | «Мальчик на скачущей лошади» пол. Chłopiec na galopującym koniu | Адам Гузиньский                   | женщина с телефоном     |
| 2006 | «Страйк» пол. Strajk                                            | Фолькер Шлёндорф                  | польская работница      |
| 2006 | «В добре и в зле» пол. Na dobre i na złe                        |                                   | Люцина Нехай            |
| 2006 | «Совместно» пол. Na Wspólnej                                    |                                   | Рената Жемба-Крашевская |
| 2010 | «Чёрный четверг» пол. Czarny czwartek                           | Антоний Краузе                    | Ирэн Дрыва              |
| 2012 | «Отель 52» пол. Hotel 52                                        | Михал Квичинский Гжегож Кучеришка | клиентка отеля          |